# Christlich-islamischer Dialog
Der christlich-islamische Dialog umfasst das Gespräch, die Begegnung, die Konfrontation und den theologischen Diskurs zwischen Christentum und Islam und ist Teil des interreligiösen Dialogs.

## Historisches

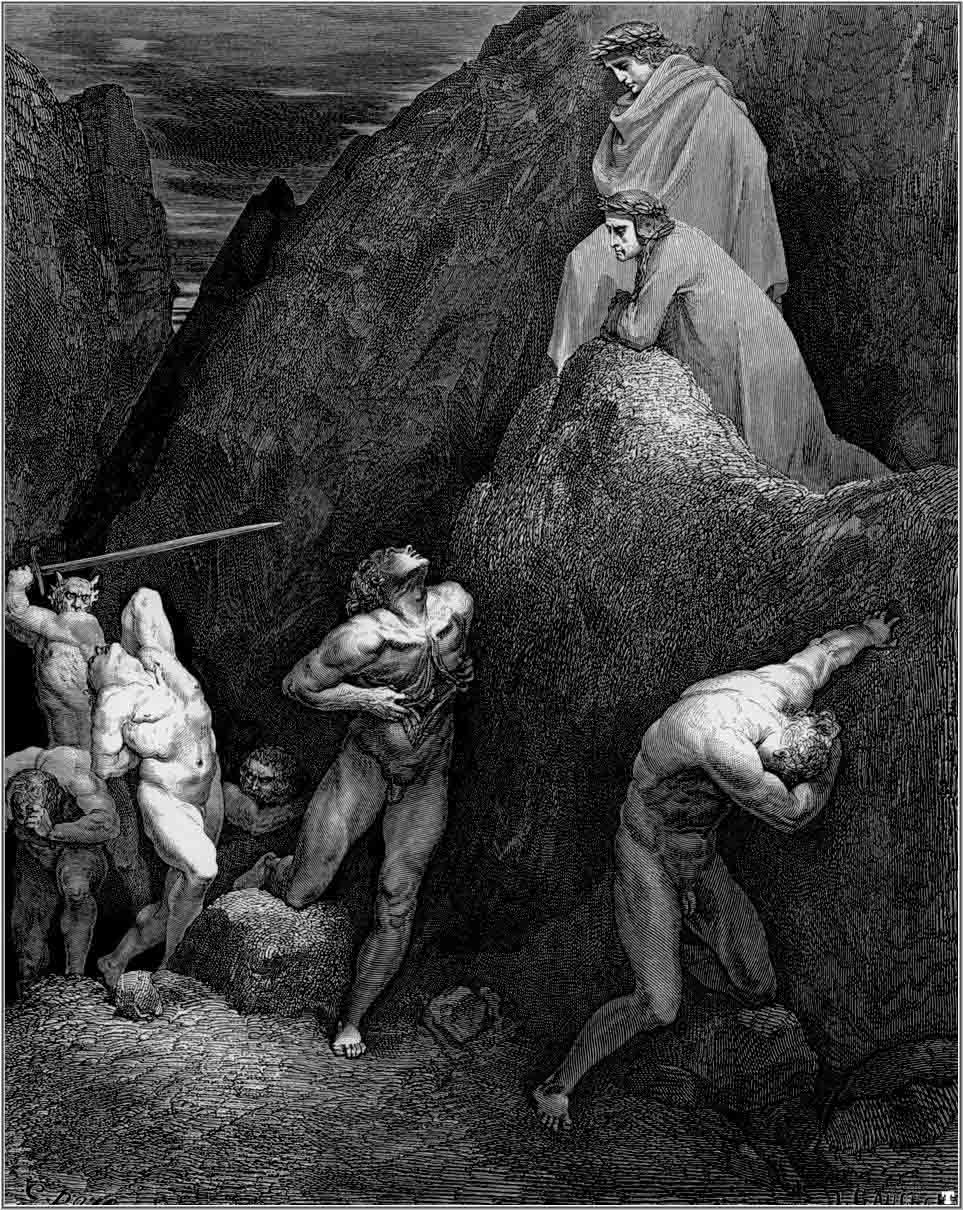
Gustave Doré (19. Jahrhundert): Dante, ein römisch-katholischer Mann, sah Muhammad in der Hölle gequält an. Aus der Göttliche Komödie. Im Mittelalter wurde der Islam oft als christologische Häresie angesehen.

Historisch geht er auf die islamische Expansion im 7. Jahrhundert n. Chr. im Nahosten und Ägypten zurück. Deshalb ging es im Dialog zunächst darum, das Zusammenleben von Christen und Muslimen unter islamischer Vorherrschaft zu regeln. (Siehe Siyar und Dhimma). In der Anfangszeit hatte der Dialog einen apologetischen und polemischen Charakter, wie aus den theologischen Diskussionen in Damaskus bei Theodor Abū Qurra und Johannes von Damaskus ersichtlich ist.
Theologisch war der Islam im Verhältnis zum Christentum ähnlich wie das Christentum gegenüber dem Judentum in der Rolle einer nachfolgenden Religion und musste sich deshalb besonders von der Vorgänger-Religion abgrenzen. Alle drei verbindet der Monotheismus als religiöses Prinzip und die Bezugnahme auf Abraham bzw. Ibrahim als Stammvater. Im Jüdisch-christlich-islamischen Dialog wird deutlich, inwiefern diese drei Religionen bei all ihren Unterschieden gemeinsame Wurzeln haben.
Das Verhältnis von Christentum und Islam ist vor allem dadurch geprägt, dass sie beide – mehr als jede andere Religion – eine universale Zustimmung zu ihrer Verkündigung der endgültigen Offenbarung Gottes beanspruchen und dies in den meisten Fällen im Bewusstsein eigener Überlegenheit tun. Das bedeutet, dass das Christentum und der Islam von Anfang an – und obwohl es aufgrund etlicher gemeinsamer Wurzeln Dialog-Möglichkeiten gegeben hätte – sich inhaltlich fast ausschließlich apologetisch und kontrovers austauschten.
Von Seiten des Islam wird ein Christentum kritisiert, wie es Mohammed im Blick hatte und im Koran darstellte, nämlich das des 7. Jahrhunderts. Den Christen wird vorgeworfen, dass sie die biblischen Glaubenszeugnisse und die christliche Tradition zu wenig bzw. falsch aufnehmen und dass sie bezüglich des Bekenntnisses Jesu zu Gott als dem einen Herrn uneinig seien (vgl. die Suren 19, 21, 23 und 43) bzw. damit eine große Sünde begehen, Gott/Allah einen Nebengott beizugesellen. Die Trinität wurde nach Meinung von Anja Middelbeck-Varwick „entsprechend der koranischen Aussagen auch in der späteren islamischen Tradition vielfach als ‚Beigesellung‘ missverstanden und damit wiederum als Verfehlung des monotheistischen Bekenntnisses angesehen.“
Vertreter des Islams bezeichnen es als eine theologische Unfähigkeit, dass – im Gegensatz zur muslimischen Anerkennung Jesu als Propheten – von christlicher Seite Mohammed nicht gewürdigt wird, der im Koran als „das Siegel der Propheten“ (Sure 33,40) bezeichnet wird, insofern er von allen Propheten mit letzter Gültigkeit auftritt.
Ein kritischer Punkt im islamisch-christlichen Gespräch war immer die im Koran (Sure 4:157) mit Nachdruck bestrittene Kreuzigung Christi. Zu den besonders vehementen Kritikern der christlichen Kreuzestheologie gehörte der islamische Reformdenker Raschīd Ridā.
Auf christlicher Seite werden als hauptsächliche Gründe für das über das Mittelalter hinaus bestehende negative Islambild die dogmatische Disqualifikation der Muslime als „Ungläubige“ oder „Häretiker“ genannt und die Behauptung aufgestellt, der Islam sei nur durch die Ausbreitung „mit Feuer und Schwert“ so wirkmächtig geworden. Einer weiteren Ansicht nach ist der Islam mit der Verkündigung des Korans hinter ein bereits erreichtes religionsgeschichtliches Niveau zurückgefallen. Auch habe es den Abstand zwischen beiden Religionen noch vergrößert, dass das westliche Christentum in der Neuzeit gezwungen war, sich den Fragen der Aufklärung und der gesellschaftlichen Emanzipation zu stellen.
Diese Vorurteile bzw. Kritikpunkte hätten zumindest abgemildert werden können, wenn man sich bewusst geworden wäre, dass es für ein Überlegenheits-Bewusstsein keine Gründe gibt. So übten z. B. Übersetzungen und Kommentare der Schriften Aristoteles’, die von muslimischen Philosophen wie Ibn Sina (lat. Avicenna), al-Fārābī und Ibn Ruschd (lat. Averroes) angefertigt wurden, großen Einfluss auf die scholastische Philosophie des Mittelalters aus. Einen wichtigen Beitrag für einen potentiellen christlich-islamischen Dialog leistete der cluniazensische Abt Petrus Venerabilis, der 1143 eine Koranübersetzung durch die Übersetzerschule von Toledo anfertigen ließ.
In al-Andalus, d. h. dem islamisch beherrschten Spanien vor dem Abschluss der Reconquista, fand ein Dialog zwischen Muslimen, Juden und Christen statt, auch wenn Letztere nur einen Status als „Dhimmi“ (Schutzbefohlene) hatten.
Nikolaus von Kues erörterte angesichts der Eroberung Konstantinopels durch Sultan Mehmed II. (1453) in seiner Schrift „Über den Frieden im Glauben“ die Frage einer Toleranz zwischen den Religionen. Mit seiner Schrift „Cribratio Alkorani“ („Sichtung des Korans“) bezog er diese Gedanken auf das Verhältnis zwischen Christen und Muslimen. Darin verlässt Nikolaus von Kues zwar einerseits die traditionellen Strategien des religiösen Disputs. Andererseits bleibt er vorherrschenden Ansichten verhaftet, indem er z. B. den Frieden vor allem durch die islamischen Heere bedroht sieht und die Eroberungskriege der christlichen Seite ausblendet. Es fehlt auch eine historische Rückblende auf die Kreuzzüge des christlichen Abendlandes.
Mit der Erklärung „Nostra aetate“ des Zweiten Vatikanischen Konzils (1962–65) wurde bezüglich des christlich-islamischen Dialogs ein großer Schritt getan. Dort heißt es in Nr. 3:
„Mit Hochachtung betrachtet die Kirche auch die Muslime, die den alleinigen Gott anbeten … Da es jedoch im Laufe der Jahrhunderte zu manchen Zwistigkeiten und Feindschaften zwischen Christen und Muslimen kam, ermahnt die Heilige Synode alle, das Vergangene beiseite zu lassen, sich aufrichtig um gegenseitiges Verstehen zu bemühen und gemeinsam einzutreten für Schutz und Förderung der sozialen Gerechtigkeit, der sittlichen Güter und nicht zuletzt des Friedens und der Freiheit für alle Menschen.“
So sehr dieser Text ermutigt, wirft die Einstellung des Zweiten Vatikanischen Konzils zu den nichtchristlichen Religionen insofern Fragen auf, als damit – ebenso wie im Islam – weiterhin an dem Anspruch auf universale Gültigkeit festgehalten wird. Damit wird zwar kein exklusiver Heilsanspruch mehr erhoben, aber ein inklusiver, insofern alle Menschen in der Heilstat Jesu Christi inbegriffen sind und damit auch alle „Andersgläubigen“ Anteil am christlichen Heilsgeschehen haben; sieh dazu auch Allversöhnung. Ob der Verzicht auf einen Exklusivismus bzw. Absolutheitsanspruch zu Gunsten der Betonung der Einzigartigkeit und eines Anspruchs auf universale Gültigkeit sowohl für das Christentum als auch für den Islam eine mögliche Position ist, wird in den pluralistischen Religionstheologien diskutiert.

## Gegenwart
In Europa findet der christlich-islamische Dialog gegenwärtig meist zwischen christlichen Einheimischen und muslimischen Einwanderern, die vor allem seit den 1960er Jahren nach Europa gekommen sind, statt. In einigen Ländern existieren auch autochthone muslimische Volksgruppen, z. B. die Tataren in Polen oder die bosnischen Muslime, die aufgrund der langen gemeinsamen Geschichte dem Dialog in der Regel sehr aufgeschlossen sind.

### Deutschland
In Deutschland regt sich in jüngster Zeit im Zusammenhang mit der staatlichen Integrationsförderung Widerstand gegen eine Konfessionalisierung der Einwanderer bzw. ihrer Nachkommen.
Der Dialog hat meist die Förderung von Respekt und Verständnis zum Ziel. Zwischen Theologen werden vor allem religiöse Fragen erörtert. Ferner geht es oft um die Auslegung und Interpretation von gesellschaftlichen Regeln und Gesetzen (Religionsunterricht, Kopftuch, Schächten, Religionsfreiheit, Integration usw.).
Geführt wird der christlich-islamische Dialog z. B. von Kirchen und islamischen Institutionen, von Theologen und Gemeinden beider Religionen, in Dialogorganisationen und Dialoggruppen, Kindergärten, Schulen, Universitäten, aber auch in staatlich organisierten Veranstaltungen wie den Deutschen Islamkonferenzen.
Die christlich-islamischen Dialogorganisationen in Deutschland haben sich im Koordinierungsrat des christlich-islamischen Dialogs (KCID) zusammengeschlossen. Zu dessen Mitgliedsorganisationen gehören unter anderem die 1982 gegründete Christlich-Islamische Gesellschaft (CIG) sowie das Bendorfer Forum. Beiträge zum christlich-islamische Dialog finden sich in Büchern, Features, Filmen, Fotos, Ausstellungen und Interviews. In einem Forschungsprojekt wurden Schulbücher analysiert und die häufigsten Vor- und Fehlurteile herausgearbeitet. Die Ergebnisse wurden vom Georg-Eckert-Institut für internationale Schulbuchforschung veröffentlicht.
Seit 2002 finanziert die Bundesregierung jährlich Projekte zur Förderung des christlich-islamischen Dialogs in Höhe von 425.000 Euro. Dazu gehören z. B. Dialogseminare für Imame (jährlich 50.000 Euro), die Unterstützung des KCID (seit seiner Gründung jährlich ca. 40.000 Euro, projektbezogen) und der Muslimischen Akademie (60.000 Euro jährlich seit 2004). Zudem werden Organisationen wie die Bundeszentrale für politische Bildung (bpb) finanziert, die sich, wie auch die Friedrich-Ebert-Stiftung (FES) und andere im interreligiösen Dialog engagieren.
Im Jahr 2007 wurde die „Christlich-Muslimische Friedensinitiative“ (cm-fi) gegründet. Träger der Initiative sind der Deutsche Städtetag, DITIB und der KCID. Vorsitzender ist der Bundestagsabgeordnete Ruprecht Polenz (CDU).
Wissenschaftlich wird der Christlich-Islamische Dialog in Deutschland von der „Christlich-islamische Begegnungs- und Dokumentationsstelle“, kurz CIBEDO, in Frankfurt am Main untersucht und dokumentiert. Unter anderem sind hier Christian Troll und Felix Körner tätig. CIBEDO war 1979 vom katholischen Missionsorden der Weißen Väter gegründet und von dem Islamwissenschaftler Pater Hans Vöcking über 20 Jahre geleitet worden. Seit 1998 ist CIBEDO Fachstelle der Deutschen Bischofskonferenz für den christlich-islamischen Dialog. Vierteljährlich erscheint die Zeitschrift CIBEDO-Beiträge, in denen Christen und Muslime aktuelle Themen diskutieren.
Eine Rolle im christlich-islamischen Dialog spielen die katholischen und evangelischen Akademien in Deutschland. Als ein wissenschaftliches Netzwerk und Diskussionsforum versteht sich das Theologische Forum Christentum – Islam, das sich seit 2003 für die Etablierung islamischer Theologie an deutschen Universitäten einsetzt. Das Forum ist an der Katholischen Akademie der Diözese Rottenburg-Stuttgart angesiedelt, welche schon seit 2005 eine Reihe gemeinsamer Tagungen von Christen und Muslimen durchführte, die vom Bundesministerium des Innern finanziell gefördert wurden. 2009 wurde das Forum mit einer Rede des Bundesministers des Innern, Wolfgang Schäuble offiziell eröffnet, in der er sich erstmals für eine islamisch-theologische Fakultät in Deutschland aussprach.
Weitere Organisationen des christlich-islamischen Dialogs in Deutschland sind unter anderem die Christlich-Islamische Arbeitsgemeinschaft Marl (CIAG), die Christlich-Islamische Gesellschaft (CIG), der Koordinierungsrat des christlich-islamischen Dialogs (KCID) und das Theologische Forum Christentum – Islam.

### Österreich
Durch das Islamgesetz von 1912 und die damit verbundene Anerkennung des Islam durch den Habsburger Kaiser Franz Joseph I. waren für den christlich-islamischen Dialog in Österreich andere Voraussetzungen gegeben als z. B. in Deutschland. Im Rahmen der allgemeinen Gesetze sprach das Islamgesetz, das bis zu seiner Neufassung im Jahr 2020 auch in der österreichischen Republik in Geltung blieb, den muslimischen Gläubigen und den muslimischen „Religionsdienern“ die gleichen Rechte zu wie den anderen anerkannten Religionsgemeinschaften. Dazu gehörten das Recht auf freie Religionsausübung, das Recht, die inneren Angelegenheiten frei zu regeln und Krankenhäuser sowie Stiftungen zu gründen. Heute ist die 1979 gegründete Islamische Glaubensgemeinschaft in Österreich (IGGÖ) der offizielle Ansprechpartner für staatliche Stellen und kirchliche Dialogpartner. Als Dachverband vertritt sie die islamischen Verbände und Vereine. Neben der Sicherstellung des vom Staat finanzierten islamischen Religionsunterrichts an den Schulen und der Koordination der muslimische Krankenhaus- und Gefängnisseelsorge sowie der muslimischen Bestattungen engagiert sich die IGGÖ im Dialog mit den österreichischen staatlichen und gesellschaftlichen Institutionen und Gruppen. Zwischen der IGGÖ und der katholischen wie der evangelischen Kirche in Österreich bestehen gute Beziehungen und es werden gemeinsame Dialoginitiativen gestartet.
In Österreich war der Vortrag „Islam, Christentum und Relativismus“ von Gregor Henckel-Donnersmarck auf der Fachtagung „Das Unbehagen mit der Religion“ am 18. Juni 2011 im Islamischen Zentrum Wien vielbeachtet, auf den Elsayed Elshahed von der Islamischen Glaubensgemeinschaft in Österreich antwortete „Herr Abt, betrachten Sie dieses Haus als Ihr Haus!“ Es war das erste Mal, dass ein hoher katholischer Würdenträger einen Vortrag in der Wiener Moschee hielt. Die Tagung wurde vom Institut für Religiosität in Psychiatrie & Psychotherapie veranstaltet. Der katholische Kardinal Christoph Schönborn übernahm ebenso den Ehrenschutz wie der evangelische Bischof Michael Bünker, der Präsident der IGGiÖ Anas Schakfeh und der Wiener Bürgermeister Michael Häupl. Dieser Dialog wurde am 12. Jänner 2012 zwischen Altabt Henckel-Donnersmarck und dem Präsidenten der Islamischen Glaubensgemeinschaft, Fuat Sanaç, fortgesetzt.

### Vereinigte Staaten
In den USA widmet sich das 1993 gegründete Prince Alwaleed bin Talal Center for Muslim-Christian Understanding an der von Jesuiten geführten Georgetown University in Washington, D.C. dem muslimisch-christlichen Dialog.